# Lamine Diakhaté
Lamine Diakhaté (* 16. September 1928 in Saint-Louis ; † 25. Januar 1987 in Paris) war ein senegalesischer Politiker und Diplomat sowie Schriftsteller, Dichter und Literaturkritiker der Négritude-Schule.

## Leben
Lamine Diakhaté, der einer sehr angesehenen und national bekannten Familie des Senegal entstammte, wurde am 16. September 1928 in Saint-Louis geboren. Nach seinem Tode am 25. Januar 1987 in Paris wurde er am 2. Februar 1987 auf dem islamischen Friedhof von Yoff in Dakar bestattet.
Schon sehr früh wurde der Dichter-Präsident des Senegal Léopold Sédar Senghor auf den jungen Lamine aufmerksam. Dieser hatte Schulen in Louga und Saint-Louis besucht, bevor ihn Universitäten in Katigoubou im Sudan und Dakar sowie Paris als Studierenden aufnahmen. Im Verlauf seines Studiums erwarb er Diplome in orientalischen Sprachen, Phonetik, Literatur und Allgemeiner Linguistik. Anschließend durchlief er eine Ausbildung als Journalist und Redakteur.

## Positionen und Ämter
Später bekleidete er wichtige Positionen in Frankreich und im Senegal. So war er zeitweise
- Leiter der Division d'Information de la Société de Radiodiffusion de la France d'Outre-Mer (SORAFOM) in Paris,
- Direktor von Radiodiffusion des Senegal (SORAFOM und Regierung des Senegal) sowie
- Direktor der Informationsabteilung von Radio de la Fédération du Mali.

Die ihm übertragenen Aufgaben brachten es mit sich, dass Lamine Diakhaté zahlreiche Artikel in Zeitschriften wie Afrique en Marche (Paris), Condition Humaine (Dakar), Dakar Matin sowie Le Soleil (Dakar) verfasste. Als enger Mitarbeiter von Präsident Senghor bekleidete er das Amt eines
- Chef du Cabinet de la Présidence du Sénégal. Später wurde er
- Minister für Information, Telekommunikation und Tourismus sowie
- Botschafter des Senegal in Nigeria und dem Königreich Marokko, sowie
- Conseiller ou Délégué Permanent Adjoint du Sénégal bei der UNESCO in Paris.

Gleichzeitig war Lamine Diakhaté aber auch ein schwarzafrikanischer Autor und Dichter 'd'expression francaise' und ein bedeutender Repräsentant der oben erwähnten Négritude-Schule. Unter dieser literarischen Bewegung verstand er das Bemühen, den Traditionen und Werten der schwarzafrikanischen Kultur eine Stimme zu verleihen. Es war verbunden mit der Absicht, in Zusammenarbeit mit anderen Zivilgesellschaften, an der Entwicklung eines universalen Humanismus teilzunehmen. Als Literaturkritiker war Lamine Diakhaté darum bemüht, den ursprünglich von Aimé Césaire, Léon-Gontran Damas und Léopold Sédar Senghor formulierten beziehungsweise geäußerten Ideen Geltung zu verschaffen. So stellte er seinen Lesern die Werke von Autoren der Négritude Schule vor und analysierte und kritisierte die Werke anderer, die sich nicht zu ihr bekannten. Neben Aimé Césaire und Alioune Diop war Lamine Diakhaté auch eines von insgesamt 5 Mitgliedern des Direktionskomitees der Editions Présences Africaines in Paris. In diesem Verlagshaus wurden später auch einige seiner poetischen Werke veröffentlicht. In der Zeitschrift Présence Africaine erschienen mehrere seiner wissenschaftlichen Artikel. Mehrere Jahre lang war er auch Sekretär für kulturelle Angelegenheiten (Secrétaire Culturel) der Societé Africaine de Culture (SAC).

## Tagungen und Festivals
Im Rahmen sämtlicher von ihm ausgeübter Funktionen nahm Lamine Diakhaté an zahlreichen Festivals und Tagungen in Afrika, Europa und Asien teil. So besuchte er zum Beispiel die
- Biennales Internationales de Poésie, unter anderem die V. und XII. Biennale von Knokke-le-Zoute in Belgien (September 1961, 1975), die
- Première und Troisième Biennale de la Langue Francaise in Namur und Lüttich, Belgien.
- In den Jahren 1965 und 1969, die Colloques des Ecrivains Afro-Scandinaves in Stockholm, Schweden, den
- Congrès des Ecrivains Afro-Asiatiques in Beirut, Libanon, im März 1967.  Weiterhin nahm er am
- Festival Poétique de Struga, Ex-Jugoslawien, im August 1976, dem
- Fourth World Congress of Poets in Seoul, Korea, vom 2. bis 7. Juli 1976 sowie am
- 15è Congrès de l'Union Internationale des Journalistes et de la Presse de Langue Francaise in Paris vom 29. September bis 6. Oktober 1976 teil.

Mehrfach war er auch einer der Mitorganisatoren, zum Beispiel Premier Festival Mondial des Arts Nègres vom 1.–24. April 1966 in Dakar, des Féstival Culturel Panafricain d'Alger im Jahre 1969, der Journées Culturelles Africaines de Turin, Italien, im April 1967, des Colloque sur la Négritude in Dakar, Senegal, im April des Jahres 1971, sowie der Introduction à la Poésie de L.S. Senghor in Casablanca, Marokko, im April 1974.

## Preise und Auszeichnungen
- Die Verdienste von Lamine Diakhaté als auteur et poète noire africain d'expression francaise wurden mehrfach formell anerkannt. Die 'Societé des Gens de Lettres de France' wählte ihn zum Beispiel im November 1976 zu ihrem Mitglied.

Darüber hinaus wurde er mit zwei Literaturpreisen ausgezeichnet, dem:
- Prix Edgar Poe für das Jahr 1971, verliehen vom 'Maison de la Poésie' in Paris, sowie dem
- Grand Prix littéraire de l’Afrique noire 1979 für seinen Roman Chalys d’Harlem.

## Werke
- La joie d'un Continent. Editions P.A.B., Alès 1954.
- Sarzan. 'Liaisons', numéro spécial, 'L'Afrique nouvelle'. Dakar 1955.
- Pour la jeune fille de soie noire. In: Présence Africaine. 2ème série no. 3, 1955, S. 48.
- Primordiale du sixième jour. Editions Présence Africaine, Paris 1963.
- Temps de mémoire. Editions Présence Africaine, Paris 1967.
- Prisonnier du regard.
  - 'Présence Africaine', nouvelle série bilingue no. 65, 1968, S. 144–155;
  - Nouvelles Editions Africaines, Dakar 1975.
- Nigérianes. Nouvelles Editions Africaines, Dakar/Abidjan 1974.
- Lecture Libre de 'Lettres d'hivernage' et d'Hosties noires' de Léopold Sédar Senghor. Nouvelles Editions Africaines, Dakar 1976.
- Chalys d'Harlem. Nouvelles Editions Africaines, Dakar 1978.
- Terres médianes. Edition Saint-Germain-des-Prés, Paris 1984.
- Le Sahélien de Lagos. Nouvelles Editions Africaines, Dakar 1984.

| Personendaten    | Personendaten                                          |
| ---------------- | ------------------------------------------------------ |
| NAME             | Diakhaté, Lamine                                       |
| KURZBESCHREIBUNG | senegalesischer Politiker, Diplomat und Schriftsteller |
| GEBURTSDATUM     | 16. September 1928                                     |
| GEBURTSORT       | Saint-Louis                                            |
| STERBEDATUM      | 25. Januar 1987                                        |
| STERBEORT        | Paris                                                  |